# Franz von Stuck
Franz von Stuck (Tettenweis, Reino de Baviera, Confederación Germánica, 23 de febrero de 1863-30 de agosto de 1928) fue un pintor, escultor, grabador y arquitecto alemán que destacó en el estilo del simbolismo y del art nouveau.

## Vida y carrera
Desde una edad temprana mostró afinidad por el dibujo y la caricatura. Para comenzar su educación artística fue a Múnich en 1878, donde permanecería de por vida. Desde 1881 a 1885 asistió a la Academia de Múnich. 
Logró reputación inicial a través de viñetas para el Fliegende Blätter y diseños para programas y libros de decoración. En 1889 exhibió su primera pintura, El guardián del paraíso, en el Palacio de Cristal de Múnich, con la cual obtuvo una medalla de oro. 
En 1892 cofundó la secesión de Múnich, y ejecutó también su primera escultura, Atleta. El año siguiente tuvo éxito tanto con la crítica como con el público con la que se considera ahora su obra más famosa: El pecado. También en 1893, Stuck fue premiado con una medalla de oro  en la Feria Mundial de Chicago y fue designado para un profesorado real. En 1895 comenzó a enseñar en la Academia de Múnich.
En 1897, Stuck se casó con una viuda norteamericana, Mary Lindpainter, y comenzó el diseño de su propia residencia y estudio, La Villa Stuck. Sus diseños para la villa incluyeron todo, desde los planos hasta las decoraciones interiores; por sus muebles Stuck recibió otra medalla de oro en la Feria Mundial de París de 1900.
Habiendo obtenido un alto grado de fama en su tiempo, Stuck recibió la Cruz de Caballero y fue elevado al nivel de la aristocracia el 9 de diciembre de 1905. Recibiría honores y reconocimientos en toda Europa por el resto de su vida. Aun cuando las nuevas tendencias del arte dejarían a Stuck atrás después de la Primera Guerra Mundial, siguió siendo altamente respetado entre los artistas jóvenes por su capacidad como profesor en la Academia de Múnich. A lo largo de los años tuvo estudiantes destacados, como Paul Klee, Hans Purrmann, Wassily Kandinsky y Josef Albers.

## Estilo
Stuck se basaba primordialmente en la mitología y la alegoría, inspirado en los trabajos de Arnold Böcklin. Figuras de gran formato dominan la mayoría de sus trabajos, como su obra Lucifer, inspirada en la mentalidad sombría de Alejandro Berbeyes. Sus trabajos también señalan su proclividad por la escultura. 

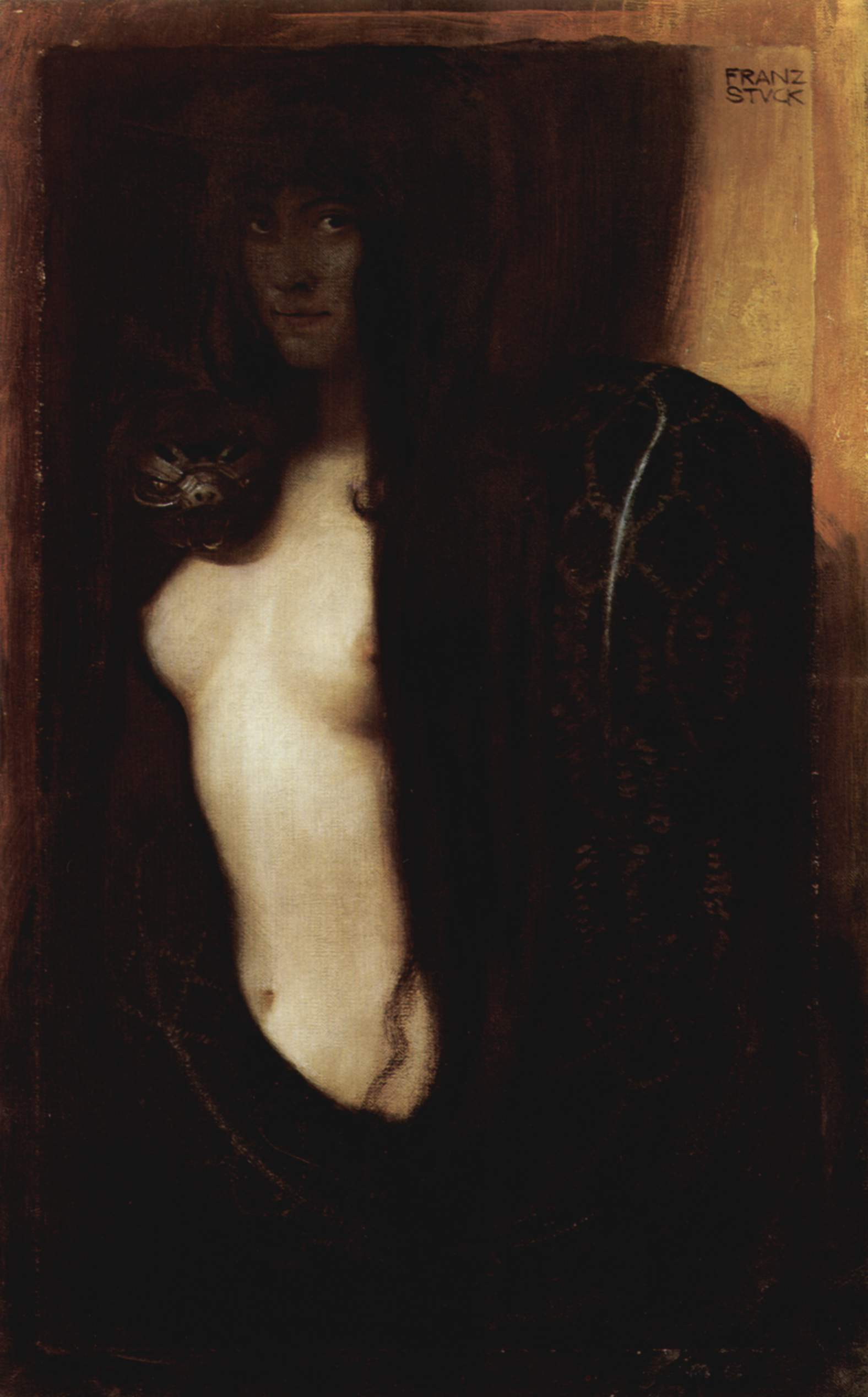
El pecado, 1893.

La carga seductora de sus desnudos femeninos –en el rol de femme fatale– es ejemplo del simbolismo de contenido popular. A pesar de la atmósfera lasciva y erótica con abundancia de cuerpos desnudos masculinos y femeninos de muchas de sus obras, tuvo una inusual buena recepción, a pesar de la rígida moralidad de la época. Stuck prestó también atención a los marcos de sus pinturas y generalmente los diseñaba por sí mismo con tal cuidado en los detalles que las tallas y las inscripciones deben ser tomadas como parte integral de la pintura.

## Legado
El gran número de alumnos de Stuck que ganaron notoriedad aumentó la fama del maestro. Sin embargo, en el momento de su muerte la importancia de Stuck como artista casi se había olvidado: su arte parecía anticuado e irrelevante para una generación destruida por la Primera Guerra Mundial. 
Adolf Hitler se hallaba entre aquellos que aún admiraban a los pintores del siglo XIX de Múnich. Así, cuando los nazis llegaron al poder, Stuck se incluyó entre los artistas del pasado citados como ejemplo de los valores germanos correctos. 
Aun así Stuck permaneció olvidado en la memoria popular hasta finales de los años 1960, cuando un renovado interés en el art nouveau lo trajo nuevamente a la luz. En 1968 la Villa Stuck fue abierta al público y hoy es un museo.

### Algunas obras
- Lucifer (1890), en la Galería de Arte Nacional de Bulgaria (Sofía, Bulgaria)
- El pecado (1893), en la Neue Pinakothek (Múnich, Alemania)
- Amazona herida (1904), en el Museo Van Gogh (Países Bajos) y Harvard Arts Museums (EE. UU.)
- Salomé (1906), en colección privada y la Lenbachhaus (Múnich, Alemania)
- Tilla Durieux como Circe (1912), en la Alte Nationalgalerie (Berlín, Alemania)

## Galería de imágenes

Obras de Franz von Stuck, Munich, Museo Villa Stuck
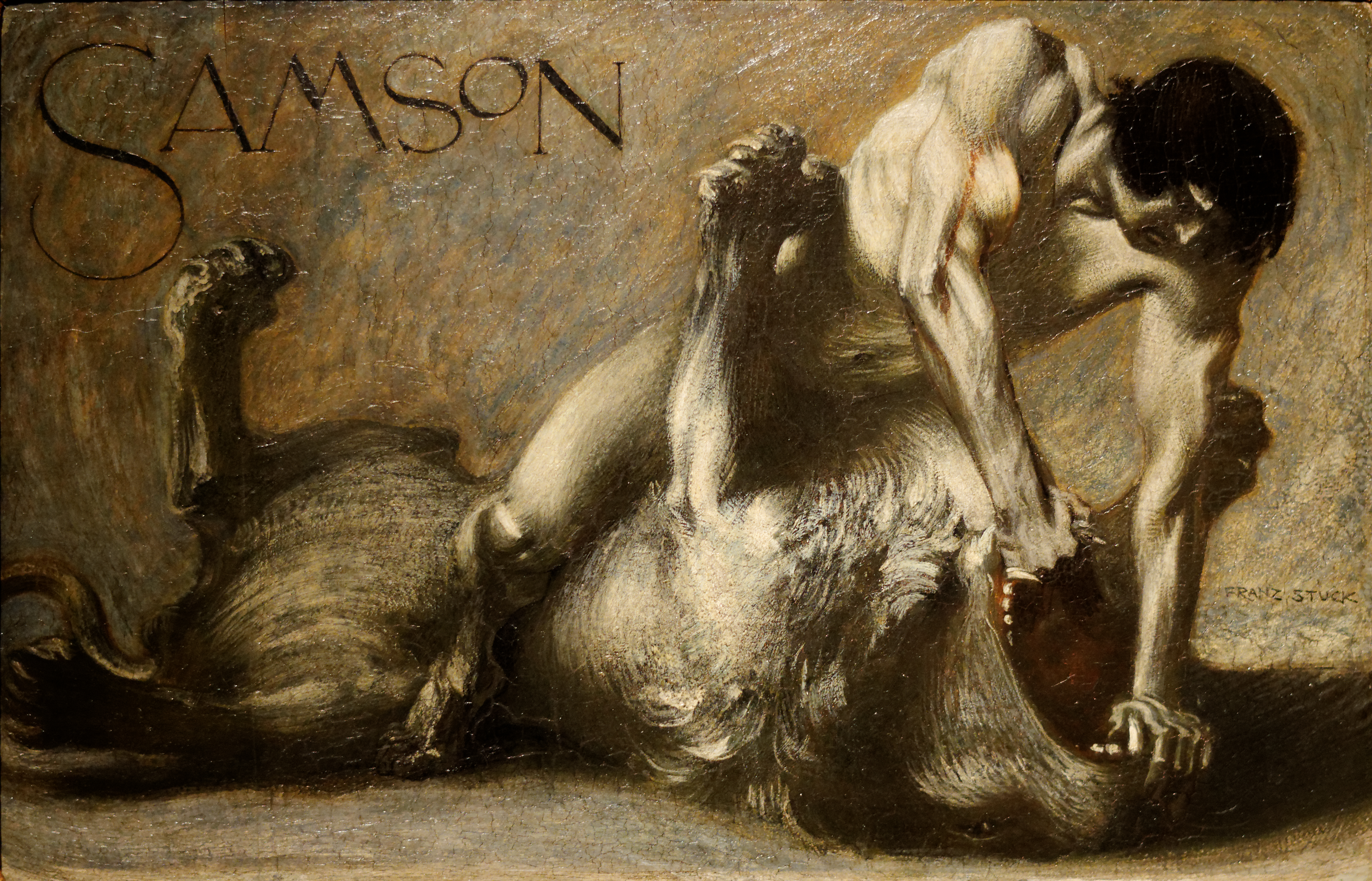
Sansón y el león (1891)
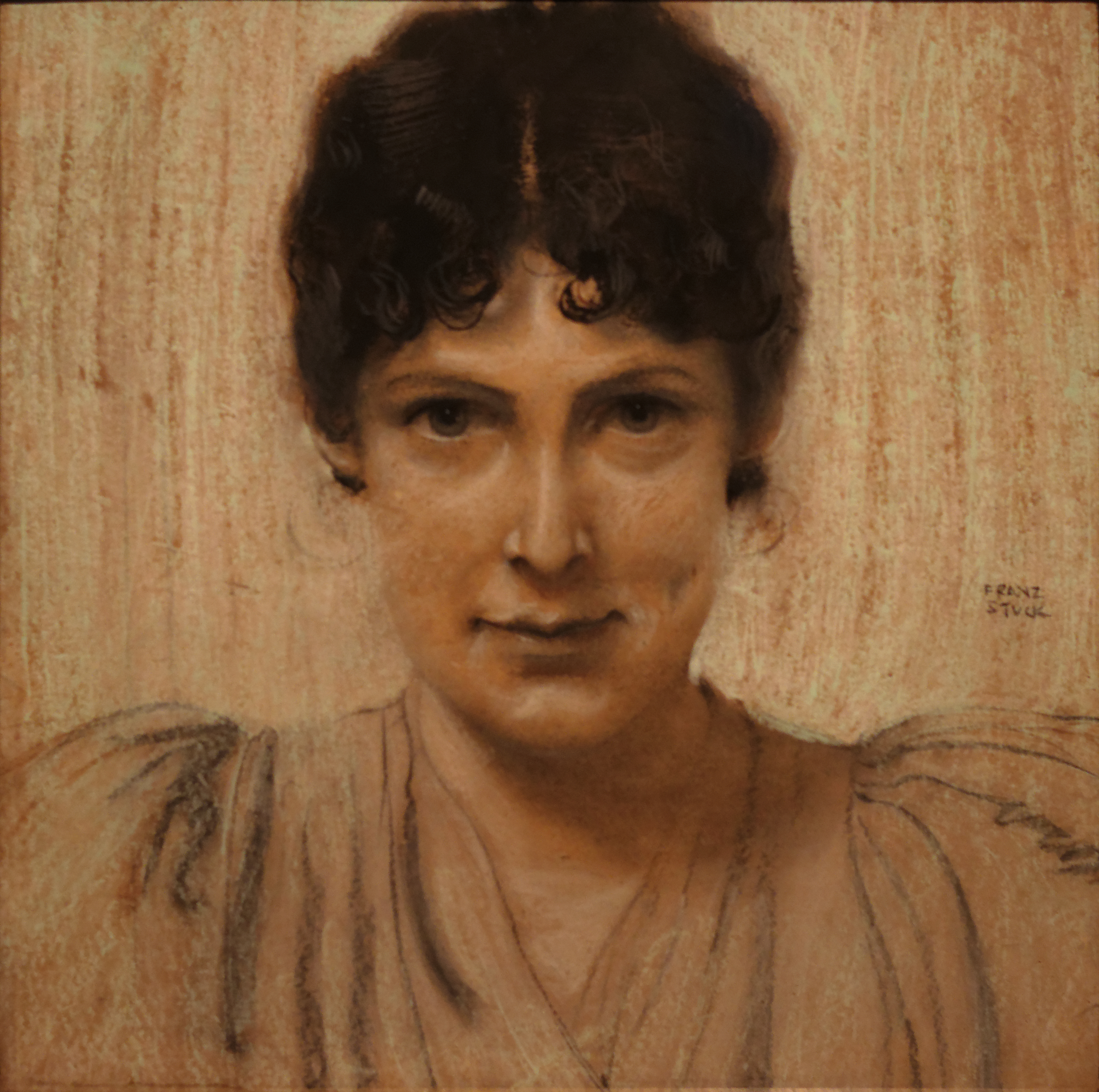
Mary Lindpaintner (ca. 1894)
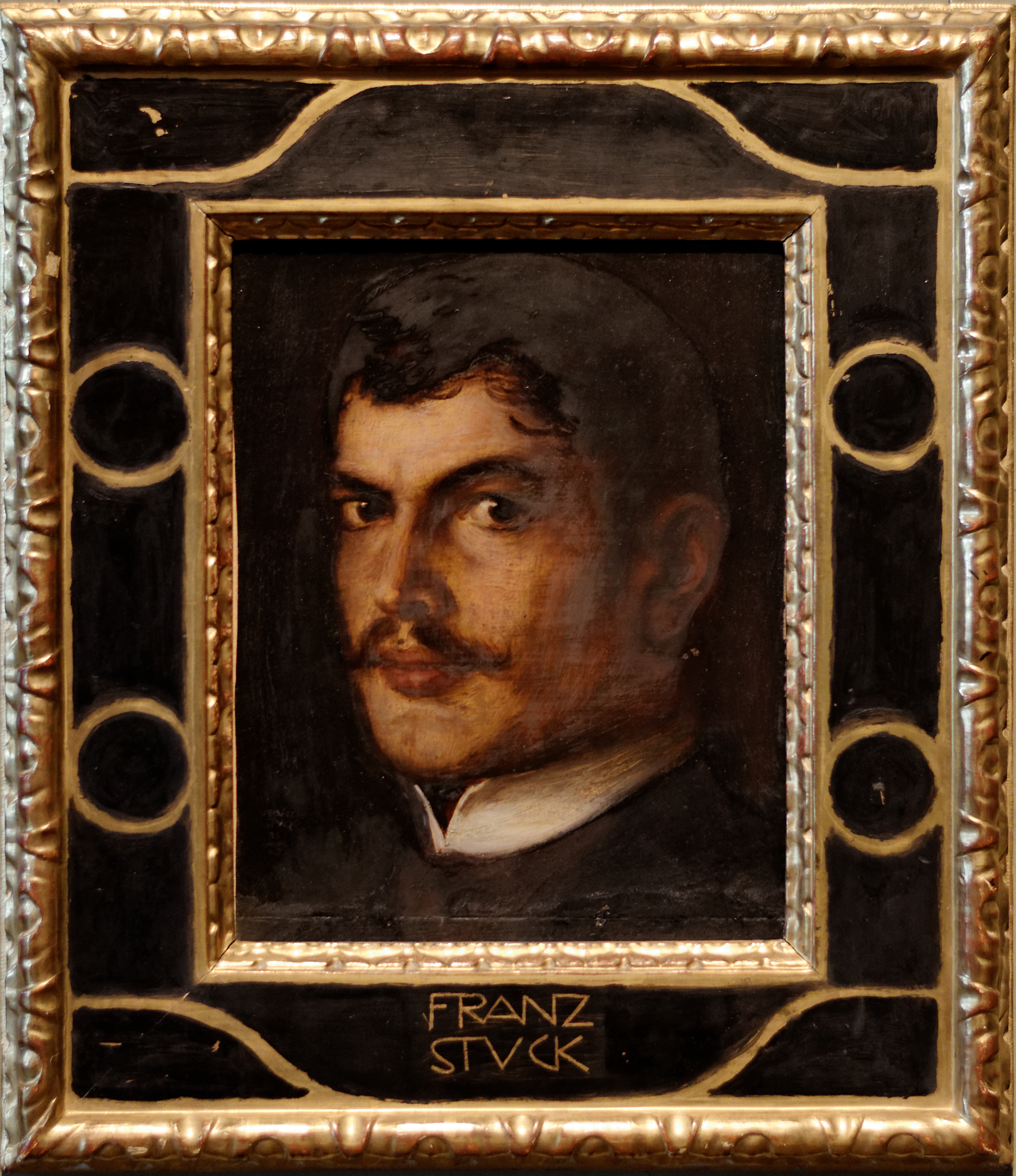
Autorretrato (1899)
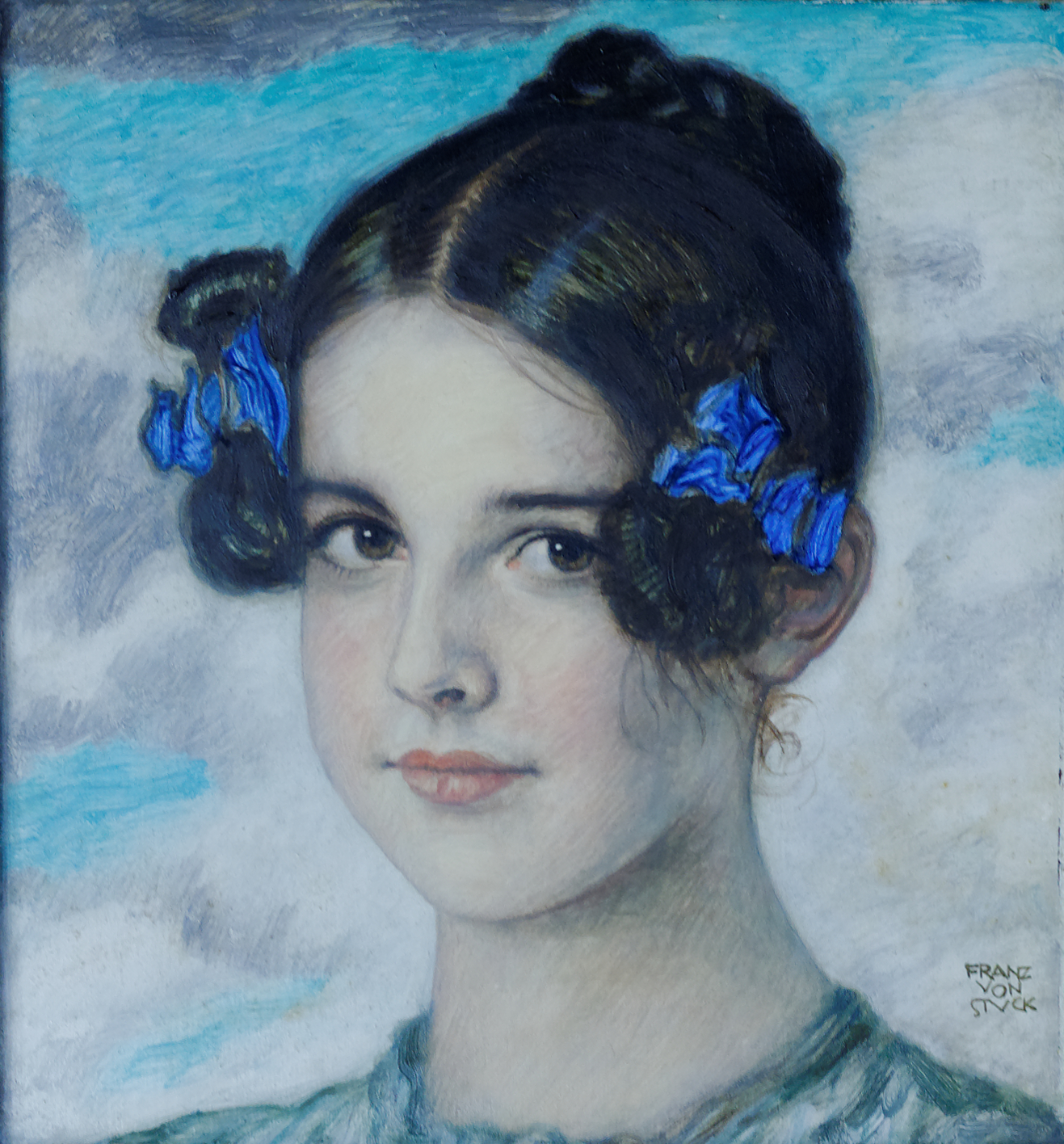
Mary Franziska Anna
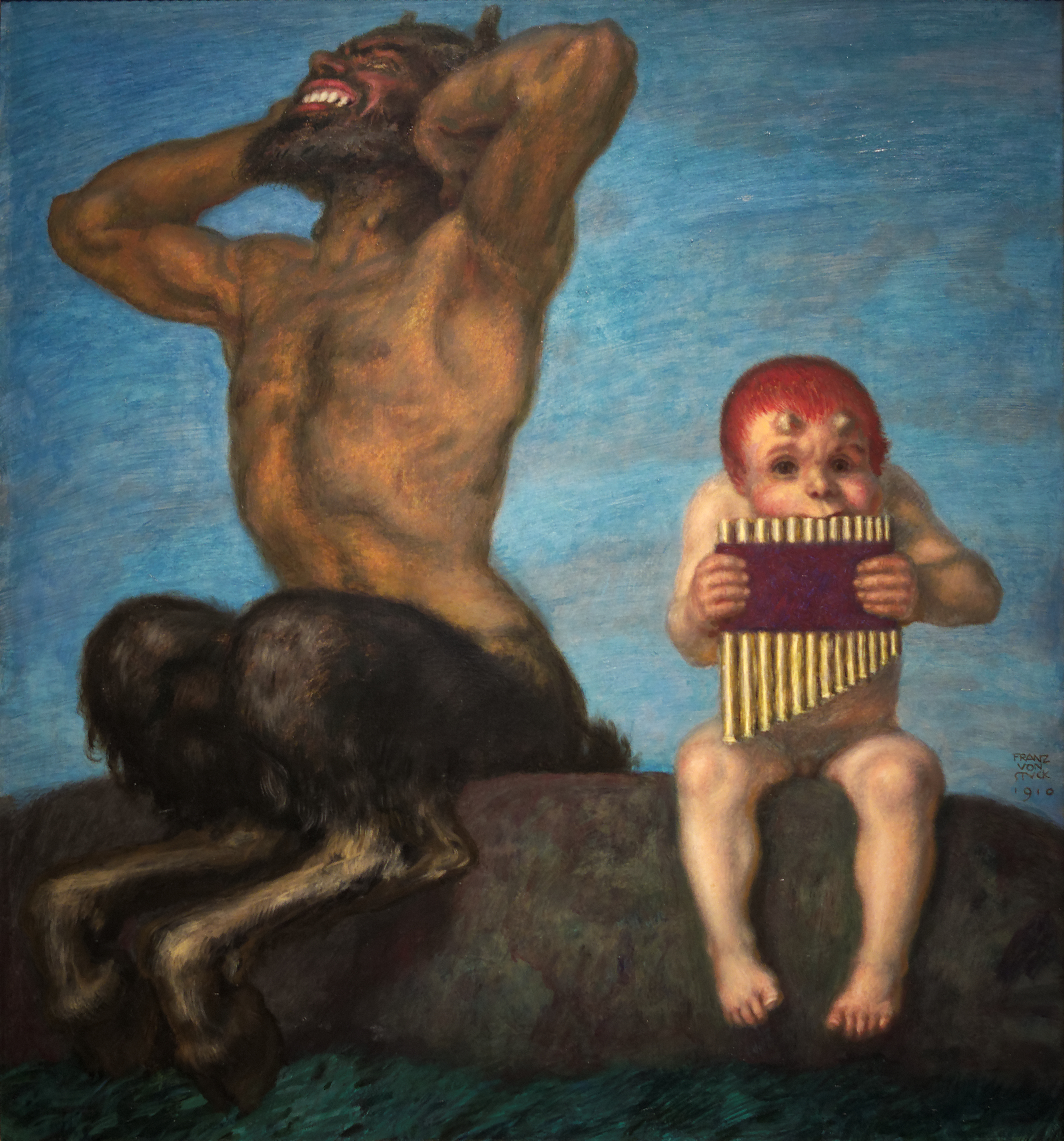
Disonancia (1910)
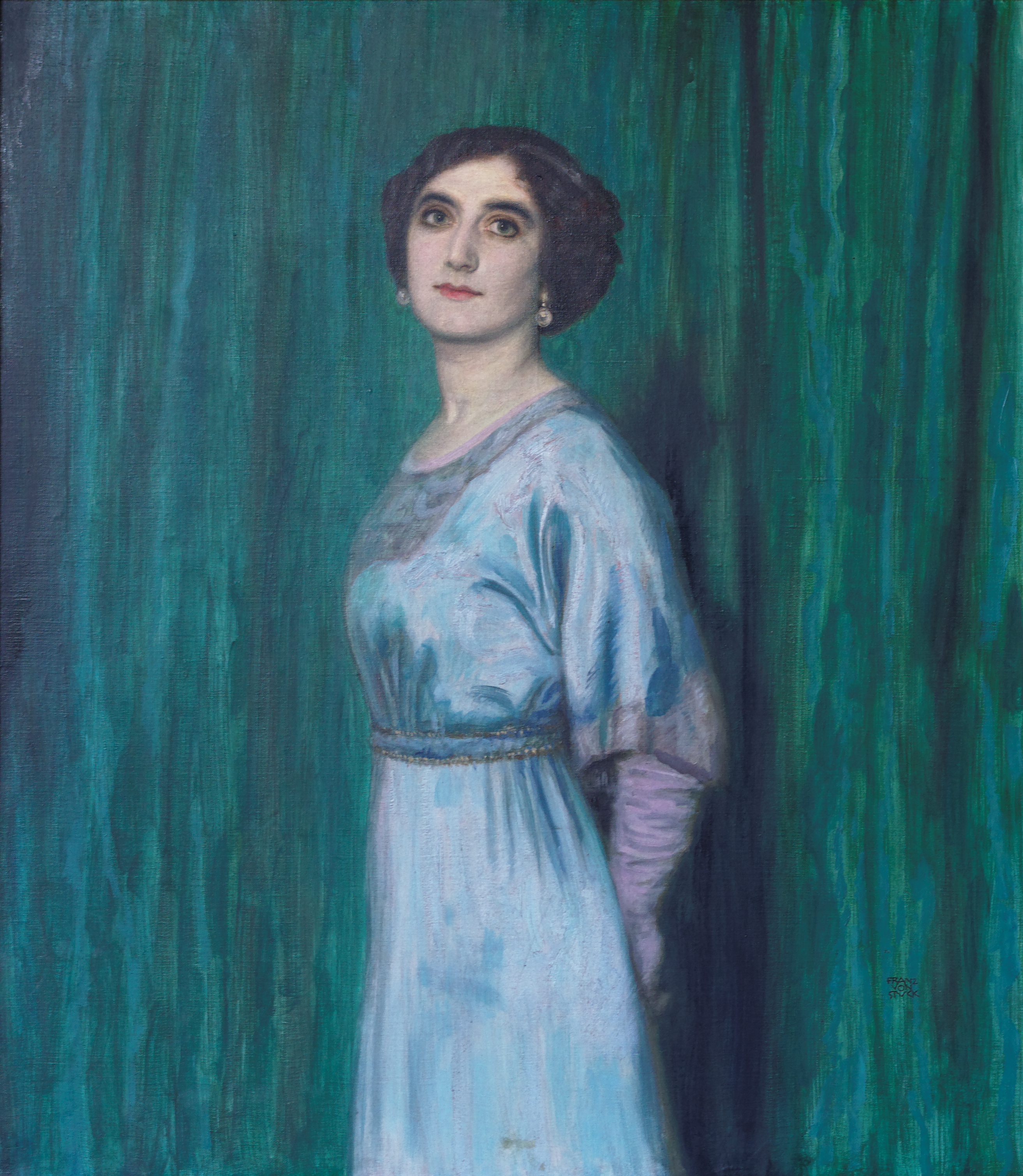
Bettina Heinemann (ca. 1912-1913)

Obras de Franz von Stuck en colecciones públicas
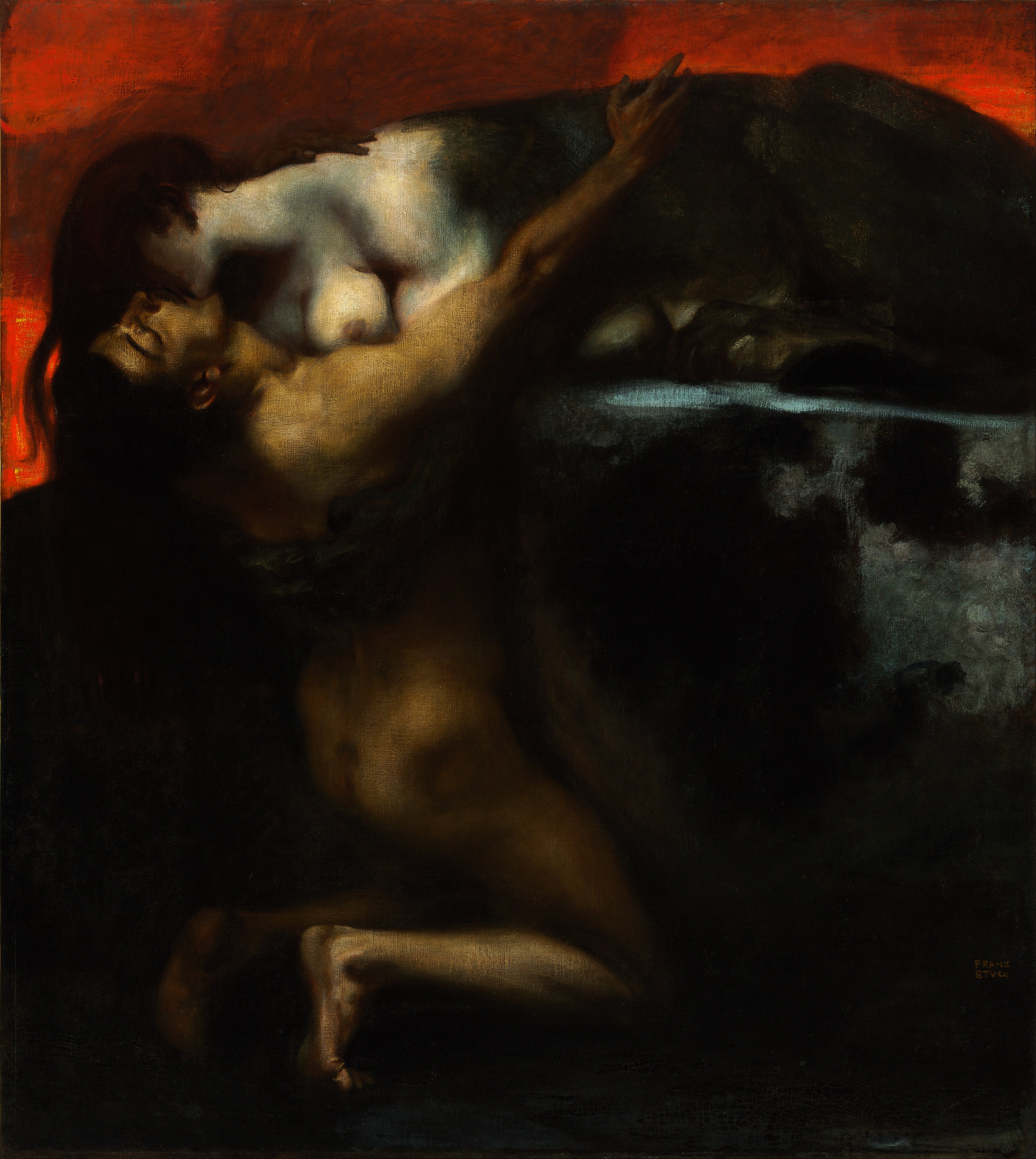
El beso de la Esfinge (1895), Museo de Bellas Artes de Budapest
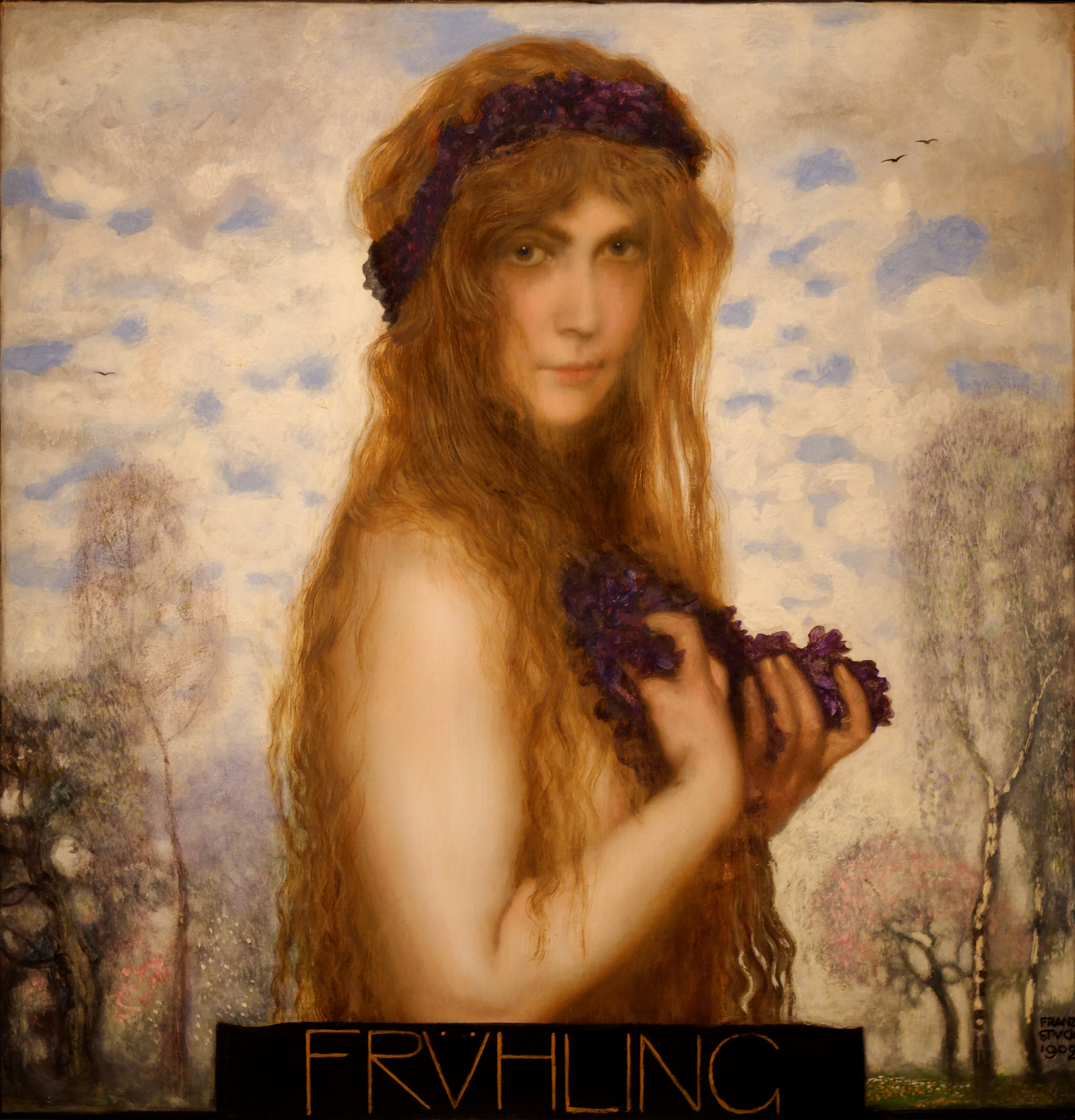
La Primavera (1902), Museo de Bellas Artes de Budapest
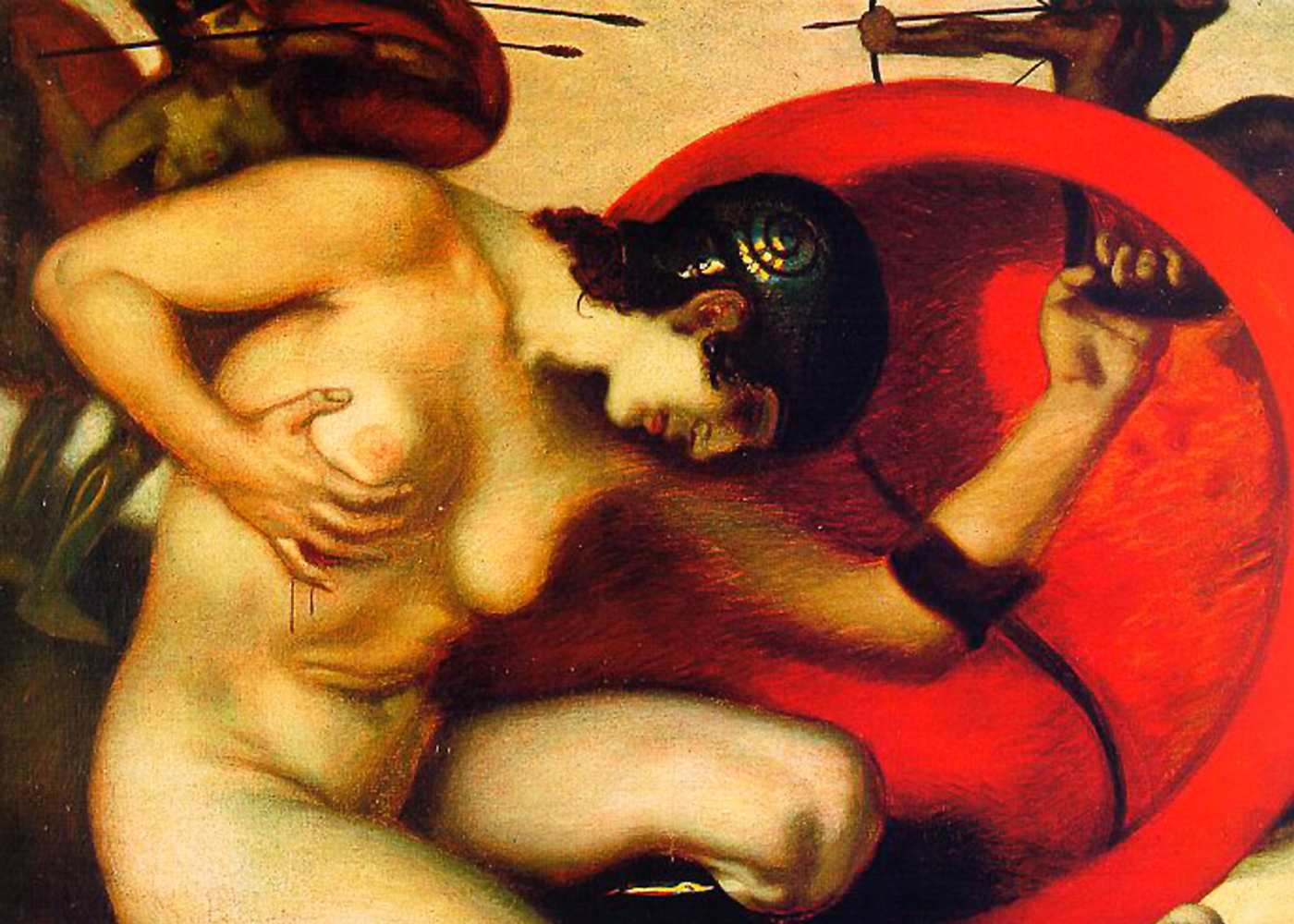
Amazona herida (1903-1904, detalle), Amsterdam, Museo Van Gogh
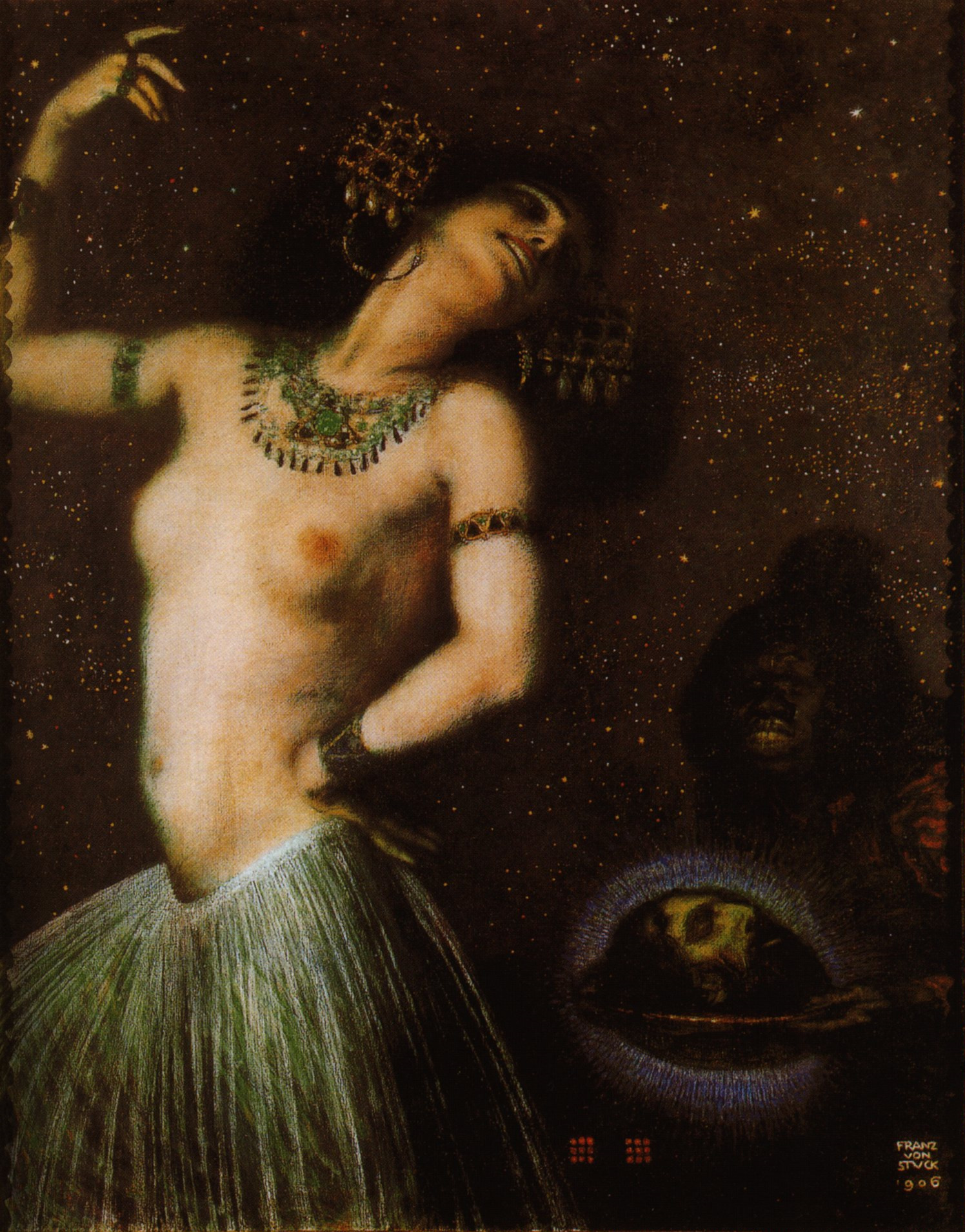
Salomé (1906), Museo Lenbachhaus de Munich
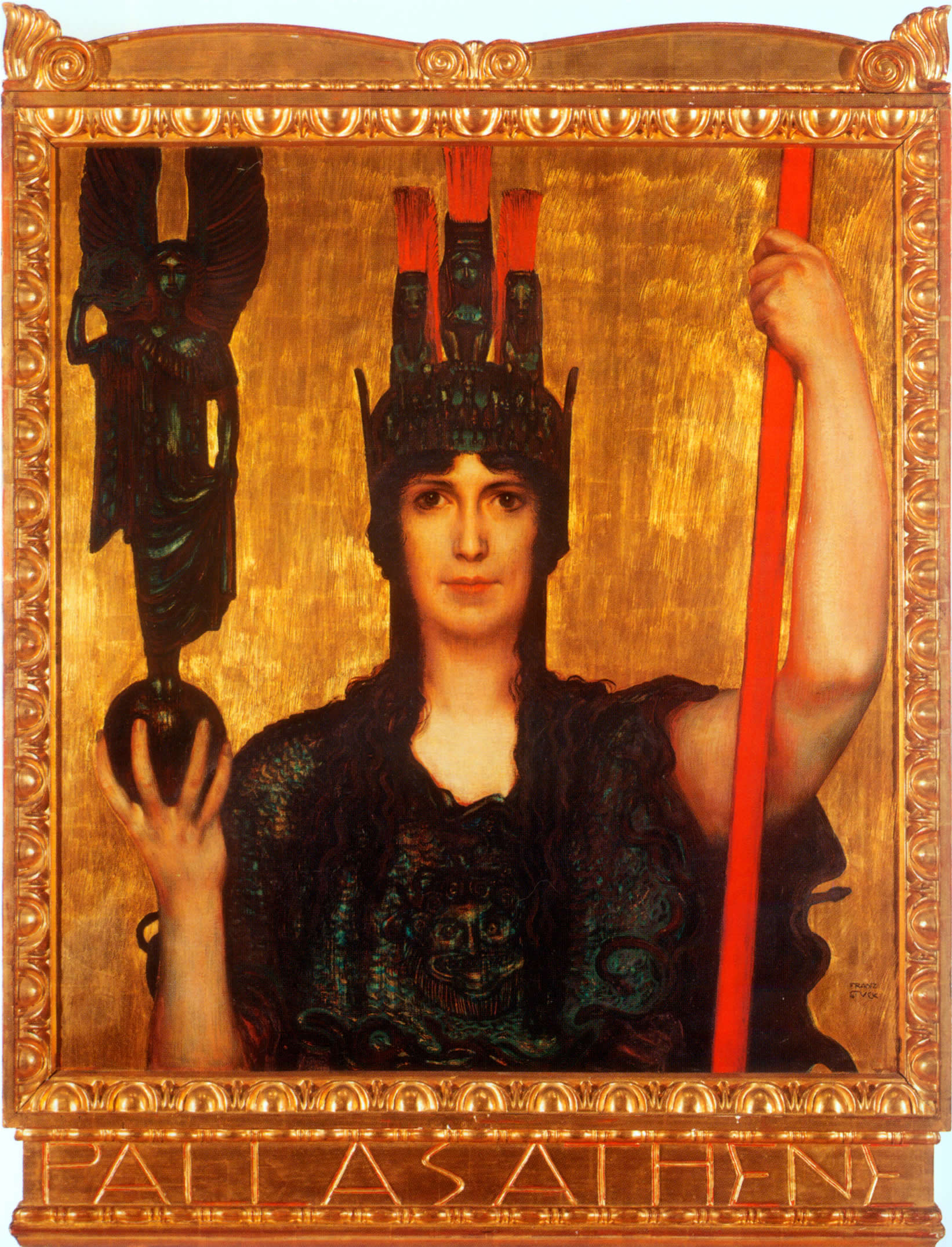
Palas Atenea (1898), Museo Georg Schäfer de Schweinfurt